# Лёвенштерн, Георг Генрих фон
Барон Георг Генрих фон Лёвенштерн (нем. Georg Heinrich von Löwenstern; 5 декабря 1786, Ревель — 20 сентября 1856, Киль, Гольштейн-Глюкштадт) — русский офицер, участник Наполеоновских войн, полковник (1815), затем — датский генерал-майор (1835) и дипломат, датский консул в Рио-де-Жанейро (1827—30) и посол в Австрии (1835—47).

## Происхождение
Родился в 1786 году в Ревеле (Эстляндская губерния Российской империи, ныне — Таллинн, Эстония).
Происходил из русско-немецкого рода Лёвенштернов. Один из шести сыновей крупного землевладельца (в российской Прибалтике ему принадлежало почти 30 000 гектаров земли) эстляндского губернского предводителя дворянства и президента Эстляндской евангелическо-лютеранской консистории (1803—15) Германа Людвига Иоганна фон Лёвенштерна (1748—1815) и его жены Хедвиги-Маргариты, урождённой баронессы Сталь фон Гольштейн (1756—1799).
Среди братьев Георга фон Лёвенштера: генерал-майоры Владимир (1777—1858) и Иван (1790—1837) Лёвенштерны и участник кругосветной экспедиции Крузенштерна капитан 2-го ранга Ермолай Лёвенштерн (1777—1836). Владимир и Иван оставили мемуары, а Ермолай — дневник, которые рассматриваются, как ценные исторические свидетельства об истории Наполеоновских войн и экспедиции Крузенштерна соответственно.

## Биография
Получил среднее образование в Ревеле, после чего в 16-летнем возрасте поступил на военную службу офицером. Корнет Изюмского гусарского полка (1806). Служил адъютантом М. Б. Барклая-де-Толли (позднее ту же должность будет занимать его брат Владимир). В этом качестве принимал участие в кампании 1806—1807 годов (Пултуск, Прейсиш-Эйлау, Гейльсберг). 
В битве при Прейсиш-Эйлау вывез из под огня раненого Барклая, а в битве при Гейльсберге отбил у французов дежурного генерала русского штаба А. Б. Фока, который чуть было не попал к ним в плен. 
С 1811 года — адъютант рижского губернатора генерал-лейтенанта И. Н. Эссена. В ходе Отечественной войны 1812 года Рига была осаждена войсками французского маршала Макдональда и прусского вспомогательного корпуса генерала Йорка, которые действовали нерешительно и вяло (а генерал Йорк, как и его подчинённые и вовсе не демонстрировал желания сражаться против России). Хотя осада была обречена на провал (осаждающие так и не смогли блокировать Ригу с суши; осаждающие не имели флота, зато на море господствовали британский и русский флот, причём русские канонерские лодки атаковали противника, поднимаясь вверх по устью Западной Двины; численность осаждённых к концу осады превысила количество осаждающих и др.), жители Риги не были довольны действиями генерала И. Н. Эссена, который, на начальном этапе осады, поддавшись паники, приказал сжечь богатые и густонаселённые предместья с восточной стороны города (в частности, Санкт-Петербургское предместье), где противник в дальнейшем так и не появился. В конце осады Эссен был смещён и в следующем 1813 году скончался или покончил жизнь самоубийством.
На протяжении большей части 1812 года Лёвенштерн оставался адъютантом рижского губернатора. 
В кампанию 1813—14 годов получил под своё командование казачий отряд. Участвовал в сражении при Кацбахе, а также в боевых действиях против французских и союзных им датских войск в районе Гамбурга и соседнего с ним датского города Альтоны.
В 1815 году, после окончания боевых действий, вышел в отставку в чине полковника. В том же году женился в Гамбурге (Альтоне?) на датской аристократке графине Аделаиде фон Шиммельман (1796–1876), наследнице двух замков, значительных поместий в датской Зеландии и доходных плантаций на островах Карибского моря (в Датской Вест-Индии). В 1820 году продал свою часть унаследованных от отца поместий в Прибалтике и окончательно переехал в Данию.
В 1827 году, с разрешения царя Николая I, поступил на датскую службу тем же чином (полковник). Летом того же года датский король Фредерик VI своими указами признал за Лёвенштерном баронский титул, назначил его придворным камергером, а несколько позже в том же году — генеральным консулом Дании в Рио-де-Жанейро, где оставался до 1830 года. 
Вернувшись в Данию, поселился в усадьбе Сёлист, которую его жена унаследовала от Эрнста Генриха Шиммельмана. 
В 1835 году был повышен до генерал-майора, в том же году официально вышел в отставку с датской военной службы и был назначен датским послом в Вене (сменив на этой должности скончавшегося Бернсторфа). На посольской должности в Австрии Лёвенштерн оставался вплоть до 1847 года. 
В 1840 году был подтверждён в придворном звании камергера следующим датским королём Кристианом VIII.
Вышел в отставку с дипломатической службы в 1847 году.
Написал автобиографию (осталась в рукописи).
Скончался фон Лёвенштерн в 1856 году в Киле (Дания, ныне — Германия). 
Лёвештерн имел шестерых детей; его многочисленные потомки существуют и в настоящее время.

## Награды
- Орден Святого Владимира 4-й степени с бантом (Российская империя; 1807 год)
- Крест «За Прейсиш-Эйлау» (Российская империя)
- Орден Святой Анны 1 степени (Российская империя; год неизвестен)
- Орден Меча (Швеция)
- Орден Данеброг (командорский крест, 1828, Дания)
- Орден Данеброг (большой крест, 1840, Дания)
- Орден Железной Короны 1-й степени (Австрийская империя; 1847)